# لوسیا پوانزو
لوسیا پوانزو (اسپانیایی: Lucía Puenzo‎؛ زادهٔ ۲۸ نوامبر ۱۹۷۶) یک کارگردان، رمان‌نویس، و نویسنده اهل آرژانتین است. وی دختر لوئیس پوئنسو می‌باشد. لوسیا در دانشگاه بوئنوس آیرس در رشته ادبیات تحصیل کرده است. وی همچنین در مدرسه فیلم مؤسسه ملی سینما و هنرهای صوتی‌تصویری شرکت کرده است.

## گزیده فیلمشناسی
- ایکس‌ایکس‌وای (فیلم) (۲۰۰۷) - کارگردان، فیلم‌نامه‌نویس / برنده جایزه انجمن منتقدان فیلم آرژانتین (۲۰۰۸) و برنده جایزه گویا (۲۰۰۸)
- دکتر آلمانی (۲۰۱۳) - کارگردان، فیلم‌نامه‌نویس